# Federica Selva
Federica Selva (Borgo Maggiore, 7 giugno 1996) è un'ex sciatrice alpina sammarinese.

## Biografia
Nata a Borgo Maggiore, a San Marino, nel 1996, ha partecipato alle prime gare nazionali italiane nel 2012, a 15 anni. Nello stesso anno ha preso parte ai Mondiali juniores di Roccaraso, arrivando 75ª nello slalom gigante e non terminando lo slalom speciale.
Nel 2013 ha eosrdito ai Campionati mondiali nella rassegna iridata di Schladming, terminando 85ª nello slalom gigante e non concludendo lo slalom speciale, e poi all'XI Festival olimpico invernale della gioventù europea di Brașov, arrivando 46ª nello slalom gigante e non terminando lo slalom speciale.
A 17 anni ha preso parte ai Giochi olimpici di Soči 2014, diventando la prima donna sammarinese alle Olimpiadi invernali: non ha concluso la prova di slalom gigante, ultima gara della sua carriera, ed è stata portabandiera alla cerimonia di chiusura. Non ha debuttato né in Coppa del Mondo né in Coppa Europa.